# 召唤与指引之家
召唤与指引之家（阿拉伯语：‎）, 是印度尼西亚南苏拉威西省的一个伊斯兰教群众组织。该组织的分支机构遍布苏拉威西岛、婆罗洲、蘇門答臘和摩鹿加群岛。
召唤与指引之家在宗教实践中被归类为如同伊斯兰教士联合会一样的传统主义穆斯林组织。
在旧秩序期间，DDI没有宣布与任何特定政党有政治联系。DDI会员可以自由投票给任何政党，而无需携带DDI名称。在新秩序时代，一些DDI官员在中央政府的坚持下加入了戈尔卡党。1993年，DDI的总部再次迁至望加锡。